# Ахмед аль-Абдулла ас-Сабах
Ахмед аль-Абдулла ас-Сабах (араб. أحمد العبد الله الأحمد الصباح‎; род. 5 сентября 1952) — кувейтский экономист, политический и государственный деятель, член правящей династии Аль Сабах. Премьер-министр Кувейта с 15 апреля 2024 года.

## Биография
Родился 5 сентября 1952 года. Получил степень бакалавра финансов в Университете Иллинойса в 1975 году.

### Карьера
С 1978 по 1987 год работал в Центральном банке Кувейта, а затем — в частных финансовых учреждениях. С 1999 по 2001 год был министром финансов страны. В 1999 году был назначен министром связи, а в марте 2007 года стал министром здравоохранения, но получил вотум недоверия в Национальном собрании, что привело к отставке правительства 4 марта.
В феврале 2009 года Сабах был назначен министром нефти, заменив Мохаммеда Аль-Олайма, который ушёл в отставку в ноябре 2008 года. В этой должности пробыл до 2011 года.
В 2021 году Сабах был назначен главой двора наследного принца Кувейта. 15 апреля 2024 года был назначен премьер-министром Кувейта, сменив на этом посту Мохаммеда Сабаха Ас-Салема Ас-Сабаха.

## Личная жизнь
Женат, имеет троих детей.